# KBO!
KBO! je hardkor pank grupa iz Kragujevca koju karakteriše post pank zvuk sa distorziranim gitarama i tekstovi sa socijalnom tematikom. Jedan su od najstarijih pank bendova s prostora bivše Jugoslavije. Grupa je nastala u januaru 1982. godine, prema rečima članova, kao reakcija na lošu kragujevačku scenu osamdesetih godina XX veka. Trenutnu postavu čine bubnjar Slobodan Vujić (Boban), pevač i solo gitarista Saša Vujić (Vuja) i ritam gitarista Ivan Ivezić (Iveza). Dugogodišnji ritam gitarista bio je Aleksandar Vojinović. Naziv KBO! predstavlja onomatopeju žabe iz crtanog filma.

## Istorija

### Okupljanje i prvi nastupi
Grupa KBO! oformljena je u januaru 1982. godine u Kragujevačkoj gimnaziji, tokom jednog velikog odmora. Aca, Miša, Rajko i Vuja, drugovi iz razreda koji su u to vreme imali po 17 godina, osnovali su grupu zbog toga što su bili revoltirani kvalitetom lokalnih kragujevačkih bendova na koncertu na kome su bili prethodne noći. Namera im je bila da naprave "bend koji će da razmrda Kragujevac". Saša Vujić Vuja i Aca www.discogs.comVojinović svirali su gitare, dok je Rajko svirao bubanj, a Miša pevao i svirao bas. Posle mesec dana imali su svoj prvi koncert u kragujevačkom Domu omladine. U pitanju je bila jedna od mnogih gitarijada na kojima su učestvovali mnogi lokalni bendovi. Međutim, ovo je bio prvi put da na njoj učestvuje jedan pank bend. Nakon njihovog izlaska na binu publika sačinjena mahom od hipika i hevi metalaca je u prvi mah zanemela, a zatim počela da zviždi i da predmetima gađa članove benda. KBO! je uprkos tome što se koncert gotovo nije čuo od glasnog negodovanja uspeo da završi svoj prvi nastup uzvraćajući na negodovanje između pesama. Bend je iz inata nastavio da nastupa na svim gitarijadama u Kragujevcu, u istoj postavi, sve do 1984. godine kada su članovi morali da odu u vojsku.

### Nova postava i prva demo izdanja
Nakon odsluženja vojnog roka i pauze od petnaest meseci dolazi do promena u postavi. U bendu ostaju Saša Vujić (vokal i gitara) i Aleksandar Vojinović (gitara), a priključuje im se se Sašin brat Slobodan Vujić za bubnjevima. Ovo je postava benda koja se najduže održala. Od tada sviraju bez bas gitare što u neku ruku predstavlja njihov zaštitni znak. Pank puplika bolje ih upoznaje preko samostalno objavljenih demo kaseta Tama (1986), Nove obrade starih stvari (1987), OBK! (1988) i Moja sloboda (1989). U martu 1988. godine sviraju u Budimpešti gde je snimljen materijal za kasetu Live in Budapest koja izlazi iste godine. U maju 1989. godine sviraju u Solunu, u junu održavaju četiri koncerta u Mađarskoj, a u oktobru iste godine nastupaju kao predgrupa satava Emils i Gorilla Bisquits u Beču.

### 
Godine 1989. snimaju svoj prvi LP pod nazivom Forever Punk. Ploča je snimljena u beogradskom studiju Oliver za samo četiri sata, a objavio ju je grčki izdavač Wipe Out Records iz Pireja. Narednu ploču, Pozovi 93, objavljuju 1990. godine za novosadskog izdavača Start Today Records. Iste godine kreću u promotivnu turneju po Jugoslaviji, Mađarskoj i Austriji, a naredne po Belgiji i Holandiji, gde na nekim koncertima nastupaju s bendovima Babes in Toyland i Political Asylum. Zbog ratnih dešavanja koja u to vreme izbijaju u Sloveniji, celokupna binska oprema ostala im je u klubu France Prešeren u Ljubljani koju su uspeli da povrate tek naredne godine. Nakon jubilarnog 100. koncerta održanog u Kragujevcu, sviraju širom Srbije. Početkom 1992. godine održavaju dva uzastopna koncerta u Skoplju. Nakon toga za francusku izdavačku kuću Oncra Records iz Tuluza objavljuju CD Za jedan korak. U januaru 1993. sviraju u Ilirskoj Bistrici i Kopru. Tokom rata na prostoru bivše Jugoslavije pojavljuju se na brojnim inostranim kompilacijama uključujući pojavljivanje na internacionalnom antiratnom CD-u objavljenom u Holandiji pod nazivom The Dignity Of Human Being Is Vulnerable (AWA 1993). Na njemu se nalazila njihova pesma Ubijte me. Na ovoj kompilaciji se između ostalih pojavljuju i M.D.C., Nomeansno i The Mr. T Experience. U Jugoslaviji sa pesmom Idi+Odlazi učestvuju na kompilaciji Mi za mir (Vreme zabave / Centar za antiratnu akciju Beograd 1995). U septembru 1997. godine objavljuju četvrti zvanični album Svetlo ludila za sopstvenu izdavačku kuću (KBO! Records). Godine 1999. prvi put sviraju u Crnoj Gori (Nikšić). Sledeći album, Ne menjajte stanicu, izašao je 2001. godine i sastojao se od obrada veliki svetskih i domaćih hitova. Iste godine sa dve pesme učestvuju na kompilaciji Know Your Rights, na kojoj se pojavljuju isključivo kragujevački bendovi. Početkom 2002. započinju snimanje novog albuma, Drugarska...stvar koji izlazi krajem iste godine.

## Diskografija
- Tama, 1986. (KBO! Records), kaseta
- KBO! - Nove obrade starih stvari / Incest - Odstupi ili živni (split tape), 1987. (KBO! Records), kaseta
- !OBK, 1988., kaseta
- , 1988., kaseta
- Moja sloboda, 1989. (KBO! Records), kaseta
- , 1989. (Wipe Out Records, Grčka),
- Pozovi 93Start Today Records, 1990.,
- Za jedan korak, 1992. (Oncra Records, Francuska),
- Svetlo ludila, 1997. (KBO! Records), CD/kaseta
- /Pozovi 93 (reizdanje), 1998.,
- (Ne)menjajte stanicu, 2001.,
- Drugarska...stvar, 2002.,

## Spoljašnje veze
- Zvaničan sajt
- prezentacija
- — Reči pesama.